# Почтовый рожок
Почто́вый рожо́к — цилиндрический медный или латунный духовой инструмент с мундштуком, без клапанов или вентилей, служивший для оповещения о прибытии или отправлении пешим или конным почтальоном и ставший международным символом почты. Почтовый рожок был предшественником корнет-а-пистона.

## История
Почтовый рожок восходит к рогу мясников (гуртовщиков), которые, дуя в рог, оповещали о своём прибытии в какую-либо местность для закупки скота. Перевозящие почту гонцы стали пользоваться рожком для подачи сигналов.
В XVI веке Турн-и-Таксисы получили привилегию использования почтового рожка для своих гонцов, перевозящих почту. Использование почтовых рожков другим лицам было запрещено почтовыми правилами Пруссии (1712) и в ряде других стран. В XVIII—XIX веках кое-где почтальоны использовали почтовую трубу.

Примеры старинных почтовых рожков
Почтовый рожок. Коллекция Норвежского почтового музея в музее Майхауген[англ.] (Лиллехаммер)
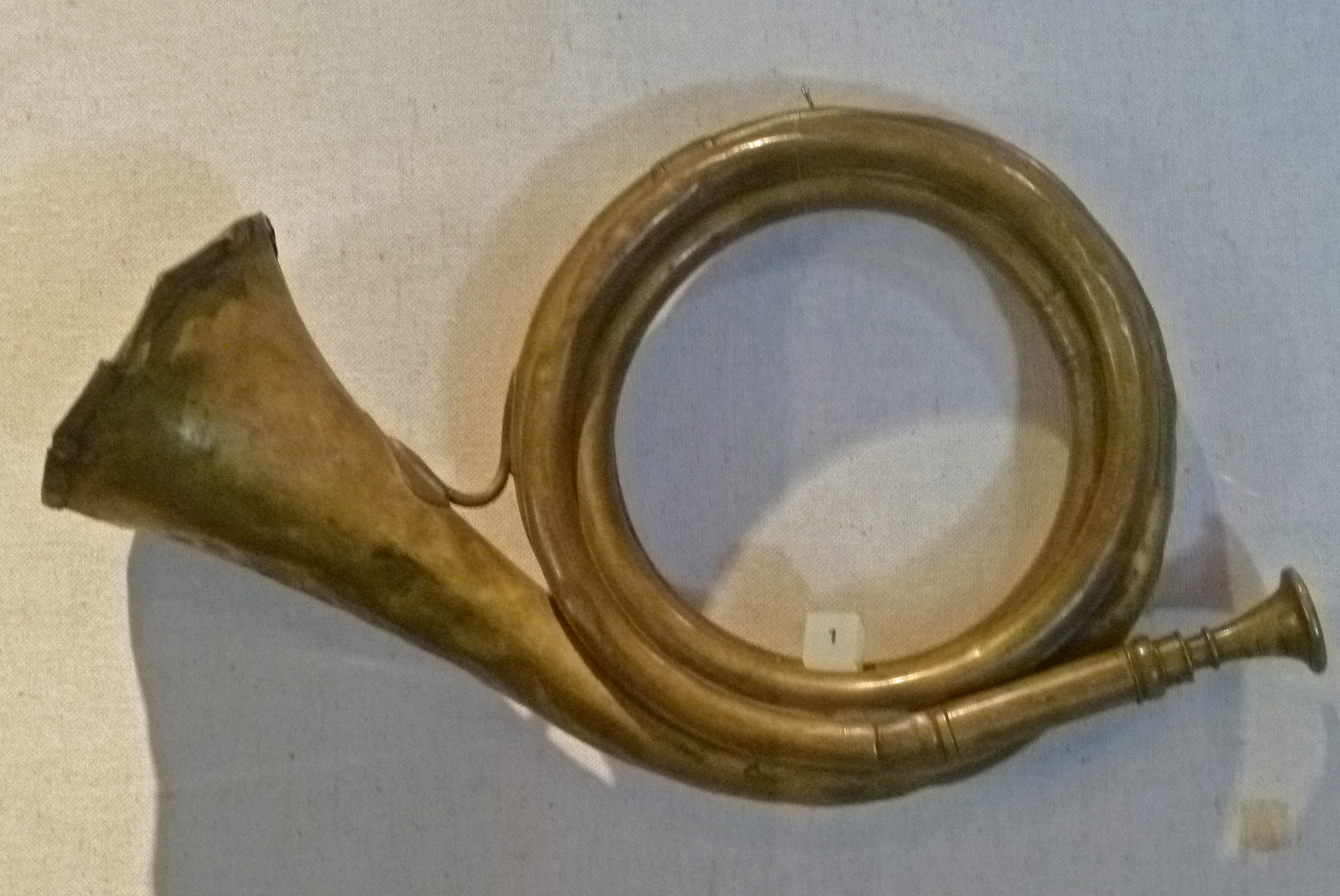
Немецкий почтовый рожок (XIX век). Коллекция Цитадели Шпандау (Берлин)

Со временем почтовые рожки вышли из употребления, хотя, например, в Германии ещё перед Второй мировой войной почтовые рожки входили в комплект снаряжения почтальонов конной пассажирской почты.
В настоящее время почтовый рожок сохраняет своё значение в качестве распространённого международного символа почтовой связи, являясь атрибутом многих эмблем, гербов, логотипов организаций и ведомств, связанных с доставкой почты. Изображения одиночных и перекрещённых почтовых рожков можно увидеть на многих почтовых марках и других коллекционных материалах разных стран мира.

## Музыкальный инструмент
Моцарт, Малер и другие композиторы включали этот музыкальный инструмент в некоторые свои произведения для оркестра. В таких случаях на инструменте обычно играет валторнист или трубач оркестра. Примером применения почтового рожка в современной классической музыке служит известная играемая за кулисами сольная партия в Третьей симфонии Густава Малера. Однако из-за редкости этого инструмента написанная для него музыка обычно исполняется на трубе или на флюгельгорне.

## Галерея

Почтовые рожки на марках некоторых стран мира
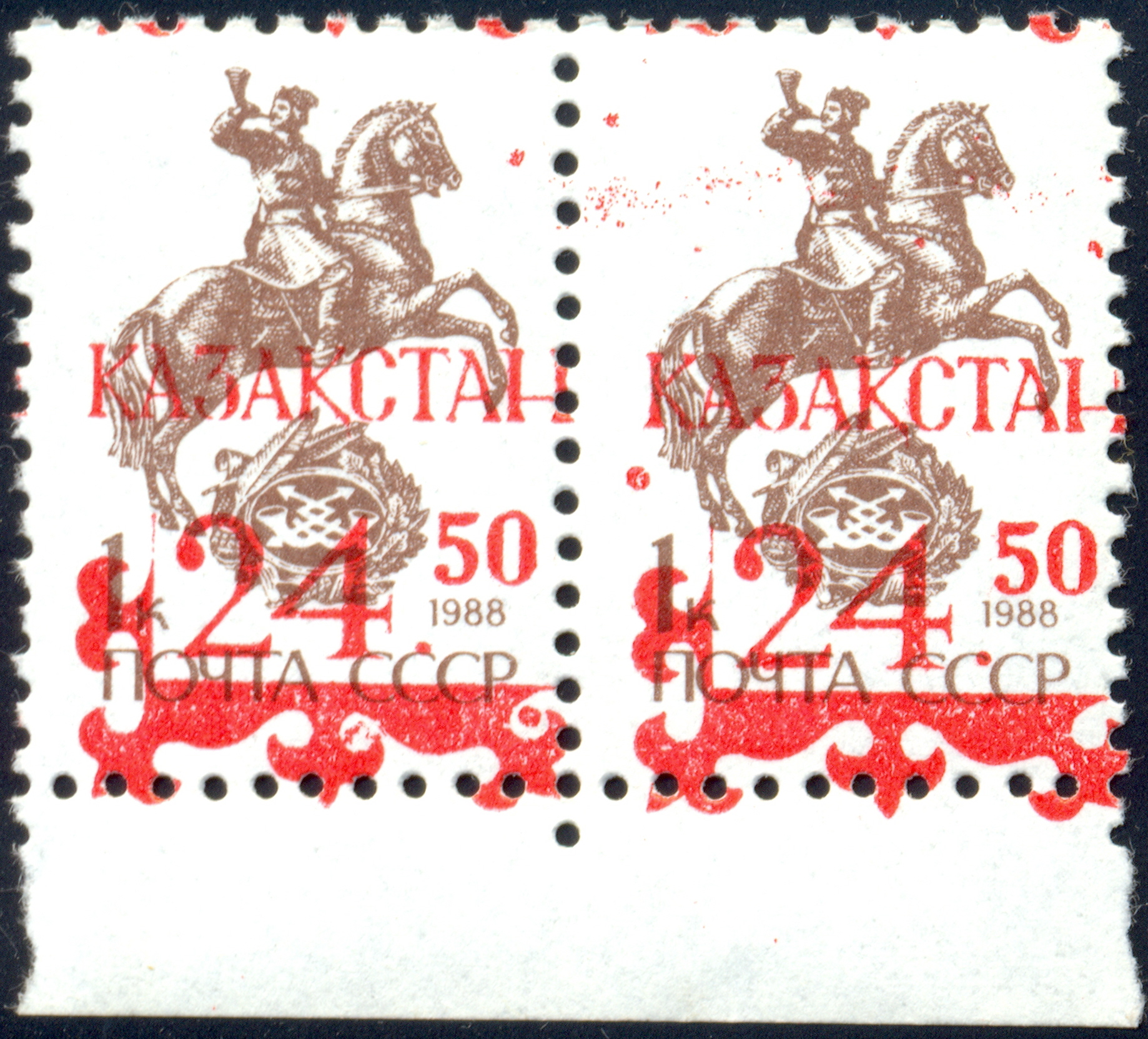
Казахстан (1992): надпечатка на марке СССР (ЦФА [АО «Марка»] № 6145)
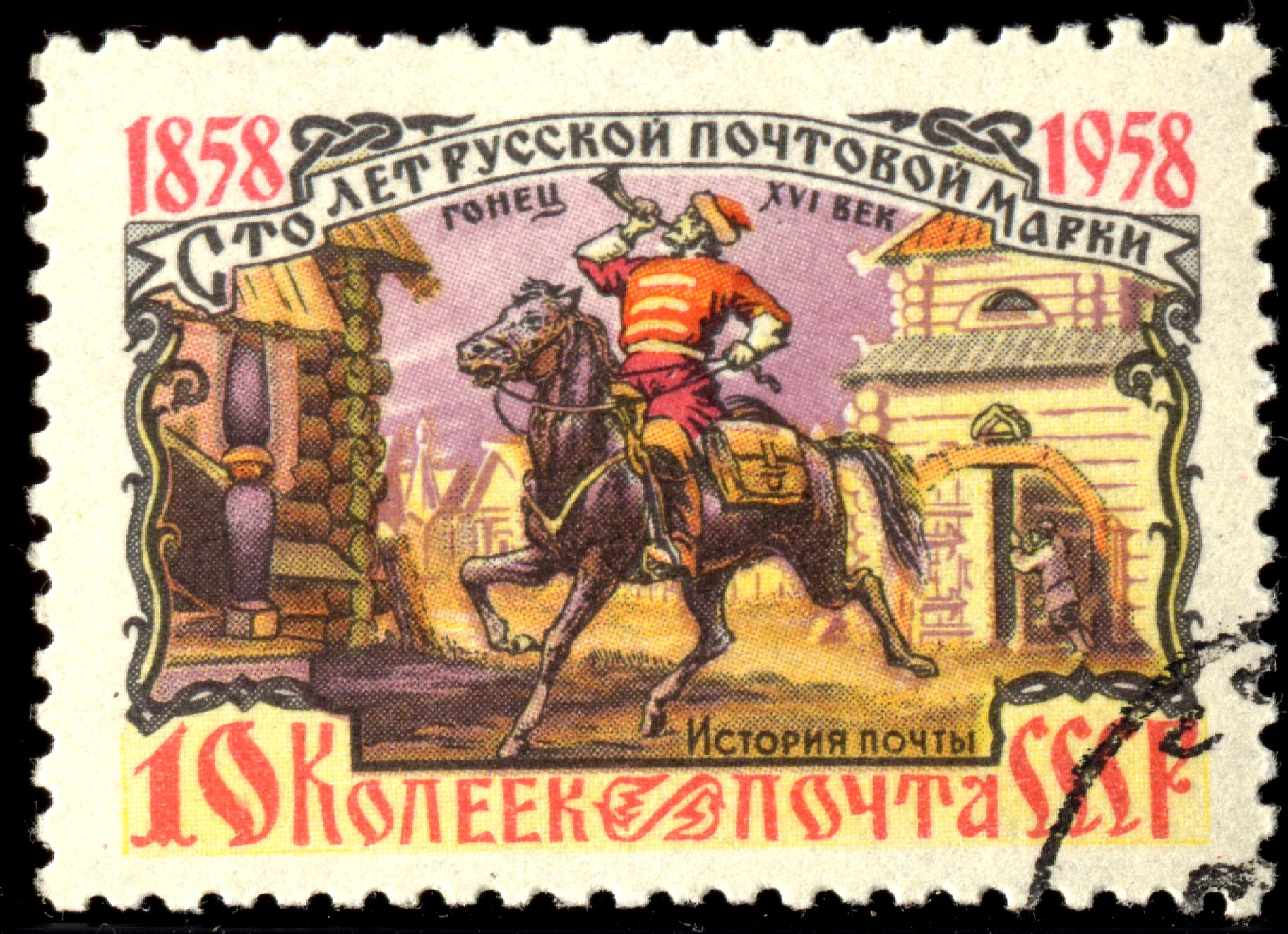
СССР (1958): гонец XVI века (ЦФА [АО «Марка»] № 2204)
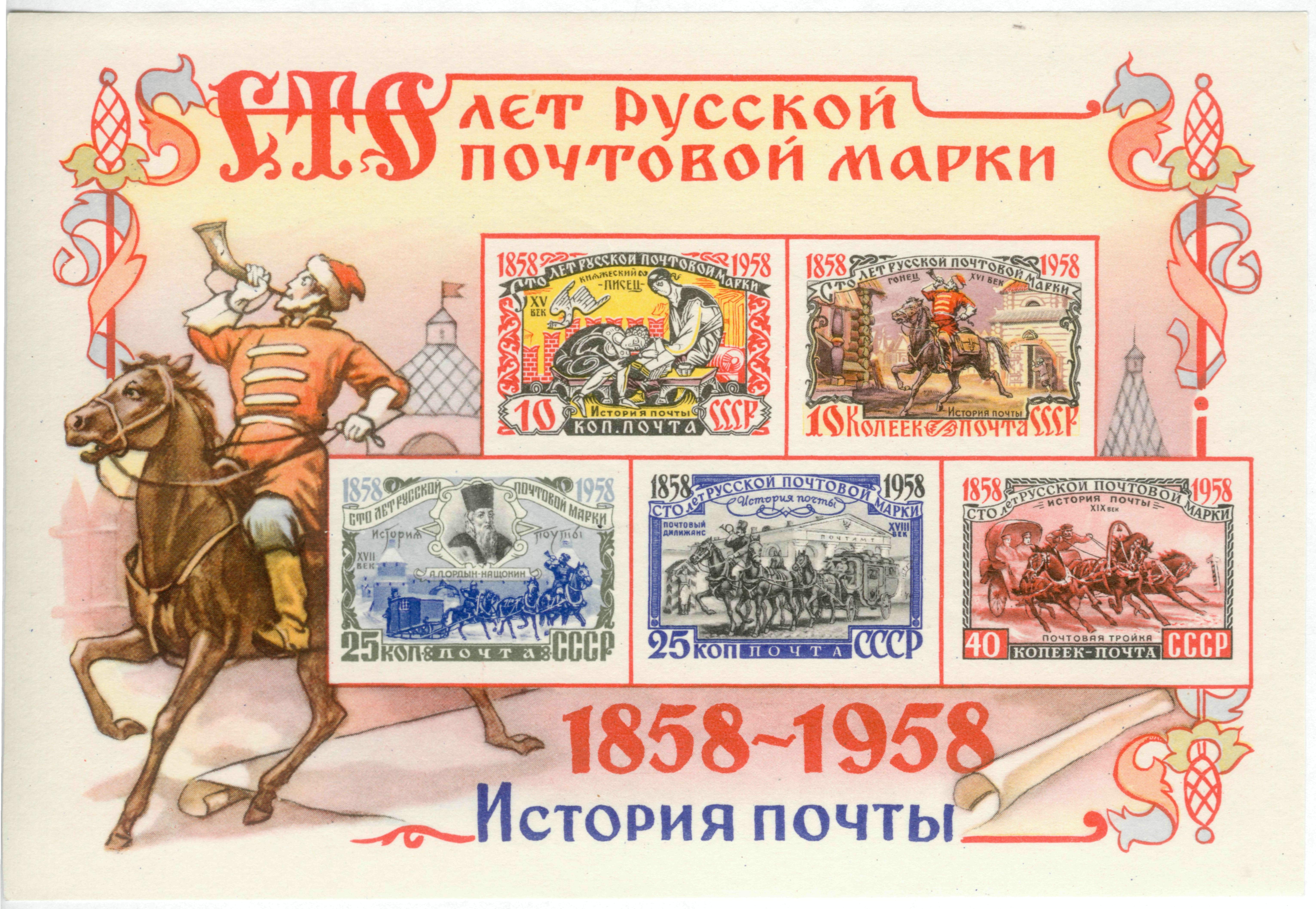
СССР (1958, почтовый блок): гонец XVI века (ЦФА [АО «Марка»] № 2214)
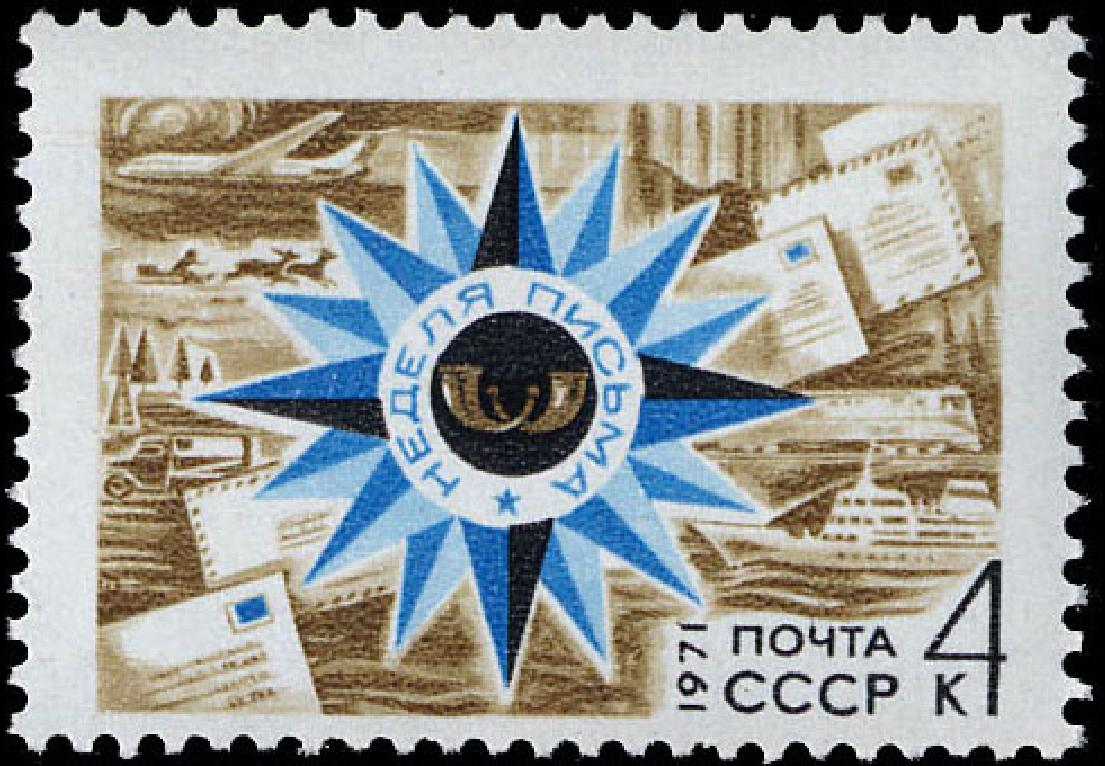
СССР (1971): Неделя письма (ЦФА [АО «Марка»] № 4028)
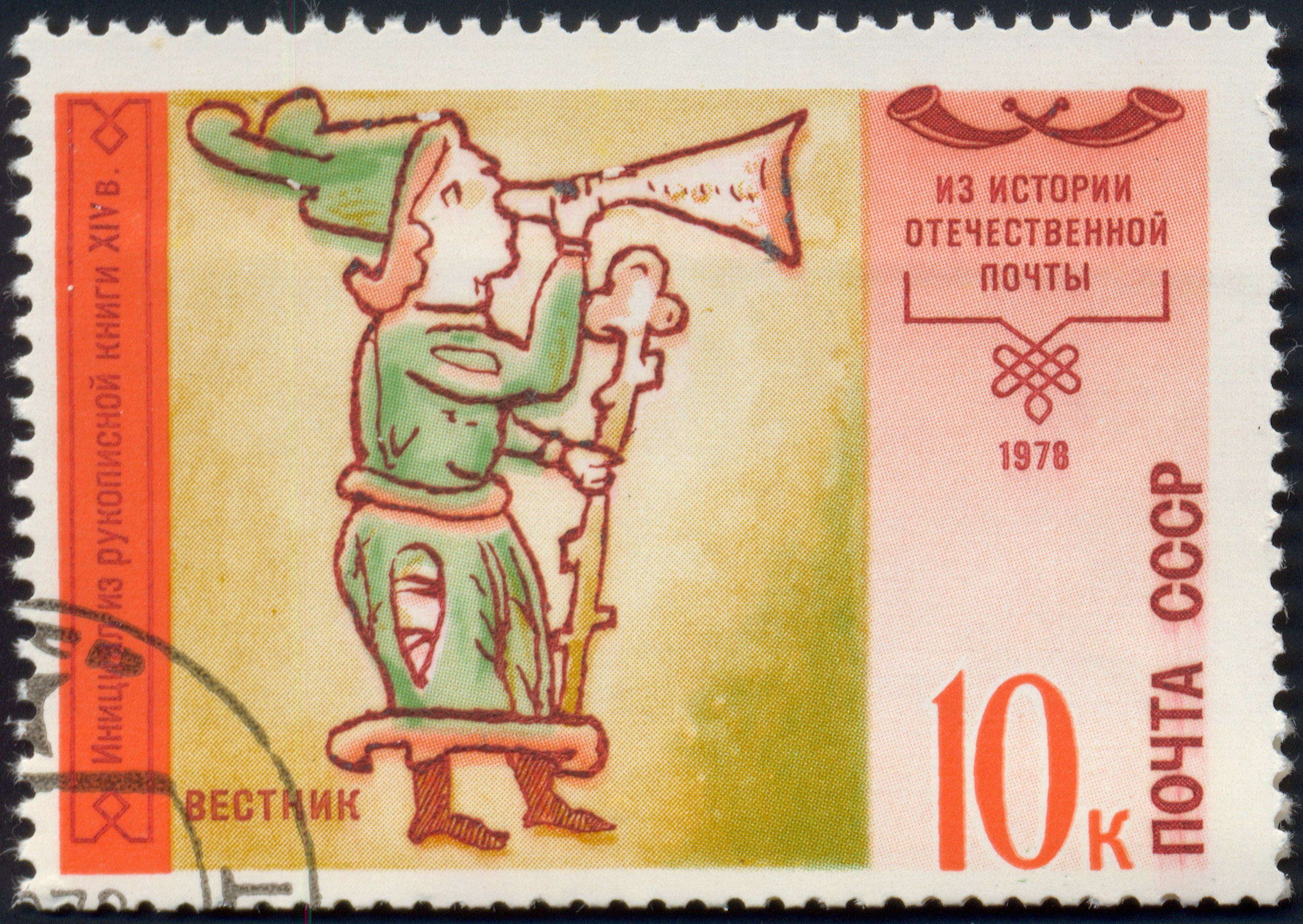
СССР (1978): пеший гонец (ЦФА [АО «Марка»] № 4920)
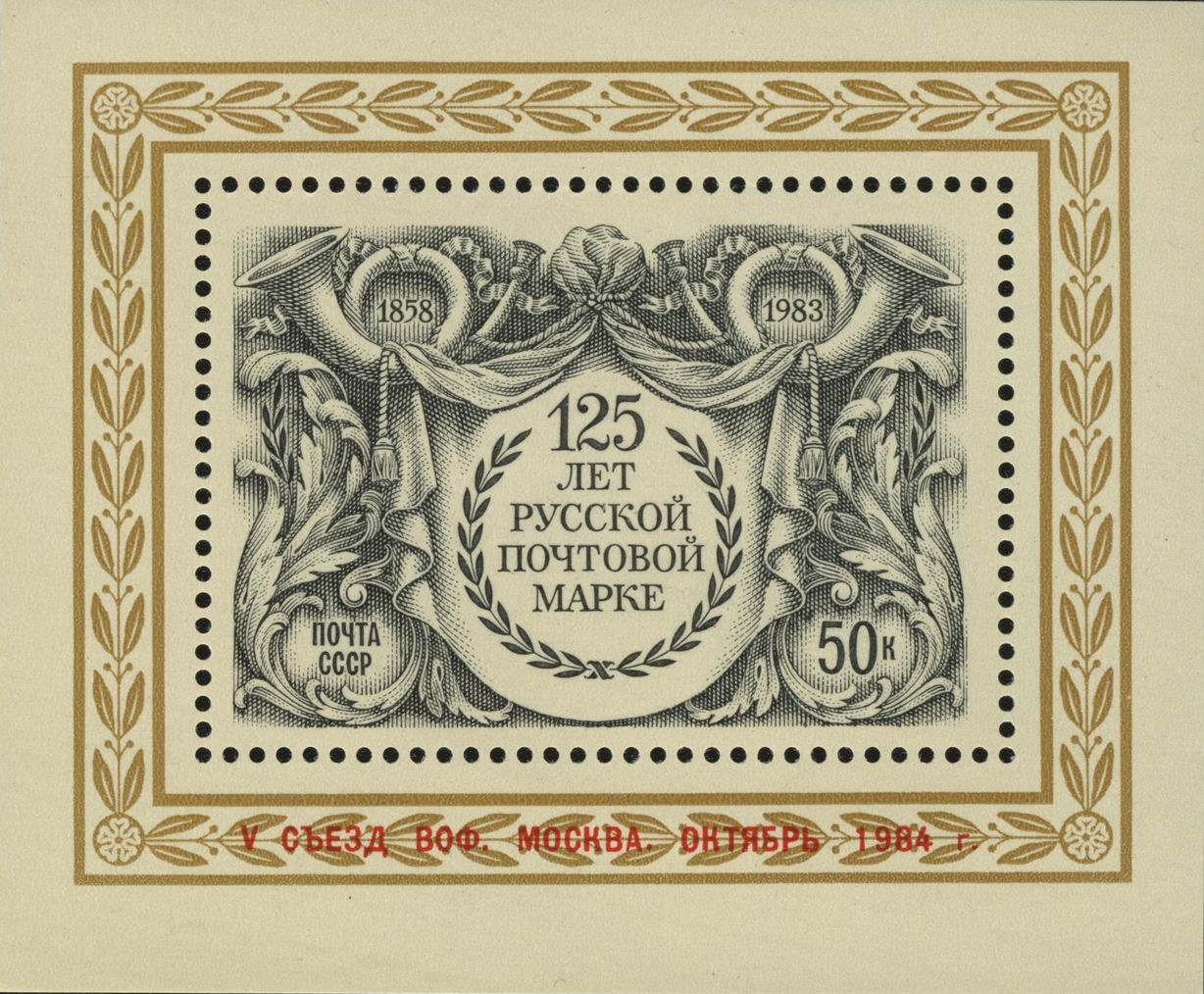
СССР (1983, почтовый блок): 125 лет русской почтовой марке (ЦФА [АО «Марка»] № 5421)
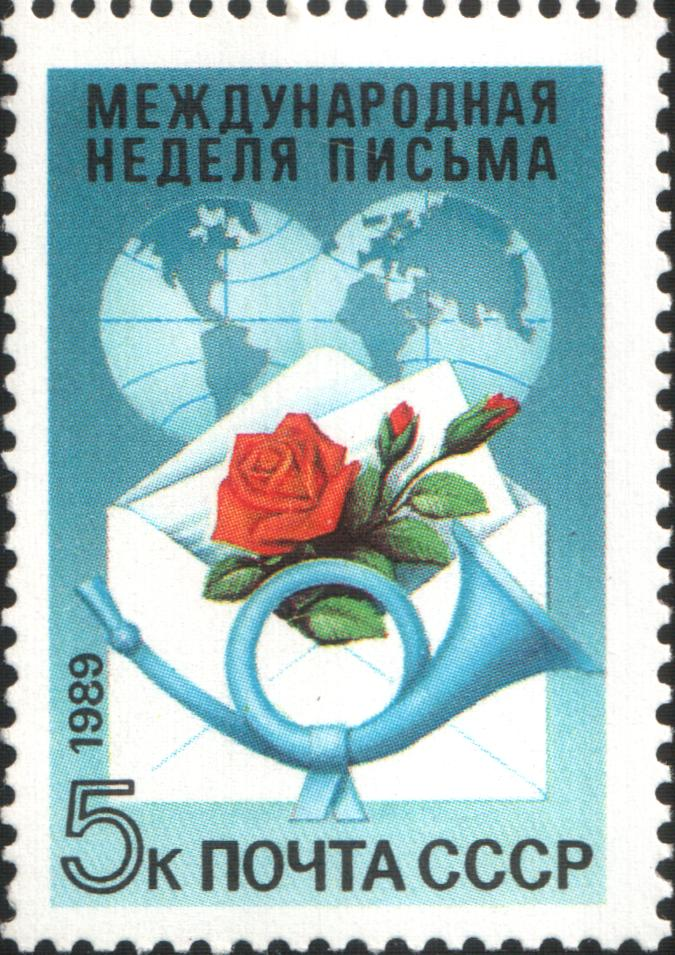
СССР (1989): Неделя письма (ЦФА [АО «Марка»] № 6097)
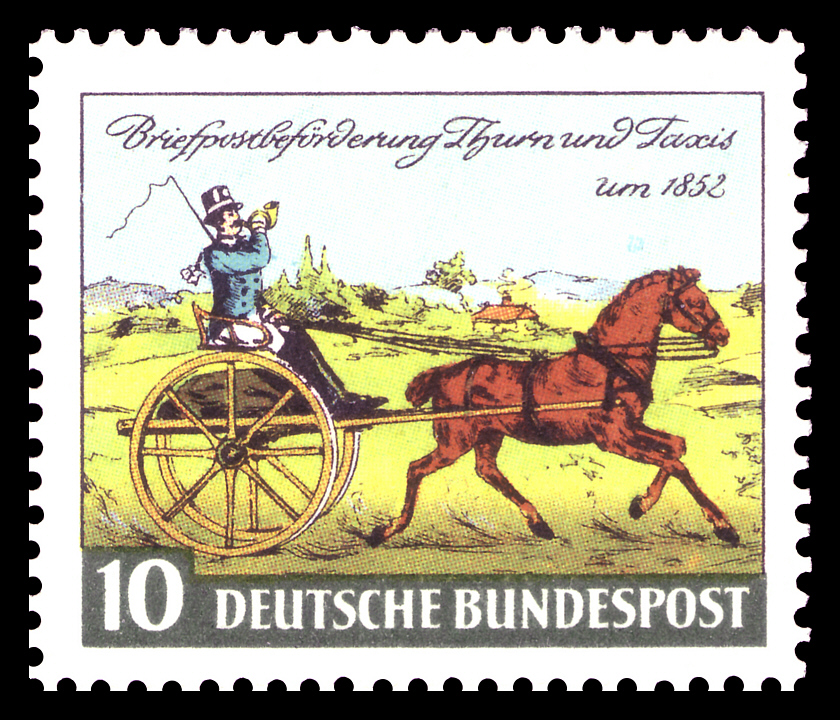
ФРГ (1952): почтовый рожок в руках у почтальона Турн-и-Таксис в 1852 году (Mi #160)
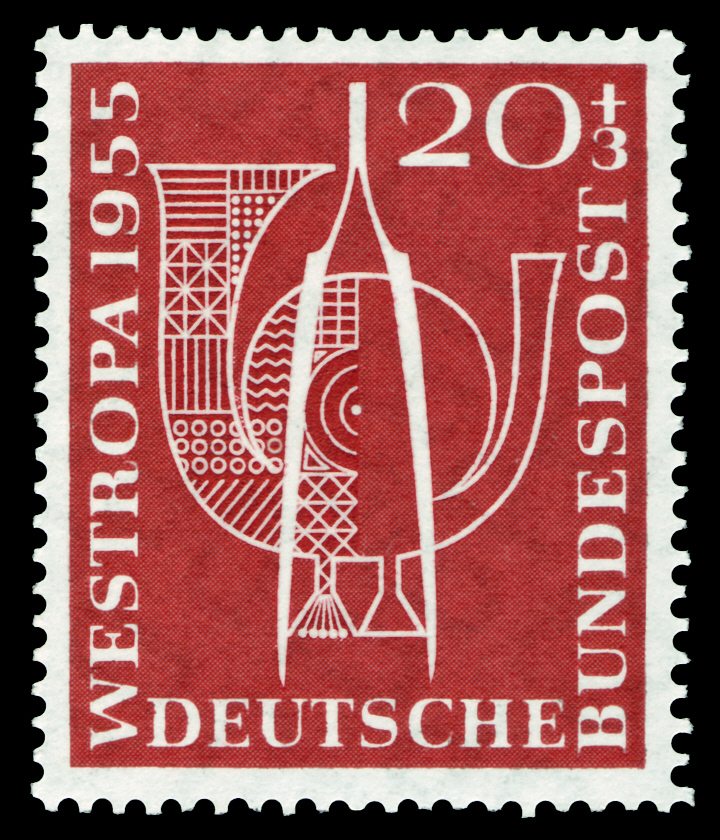
ФРГ (1955): пинцет и почтовый рожок на полупочтовой марке к Международной филателистической выставке WESTROPA 1955 (Mi #218)
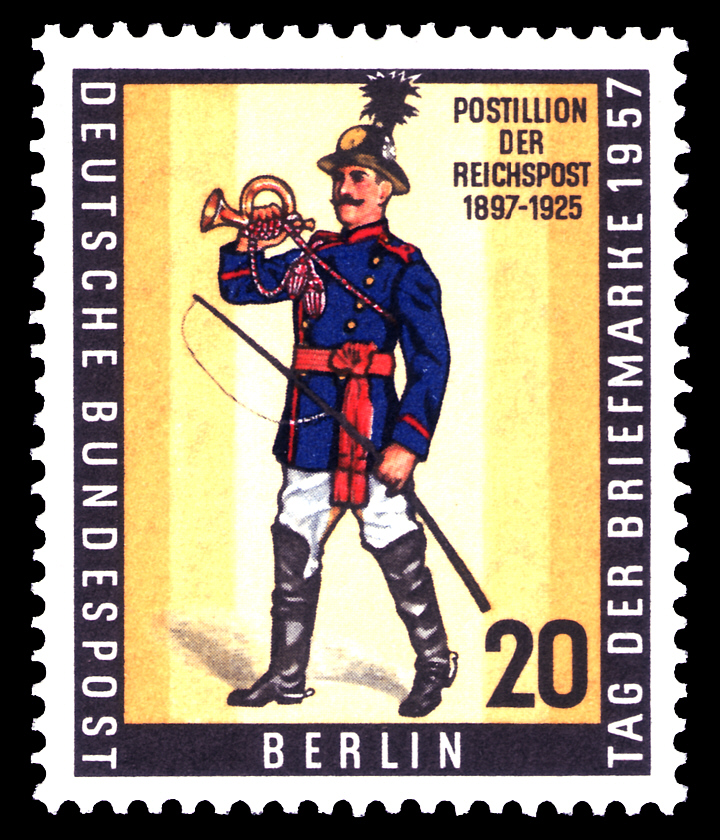
ФРГ (1957): День почтовой марки. Почтальон Рейхспочты (Mi #176)

Примеры графического использования почтового рожка
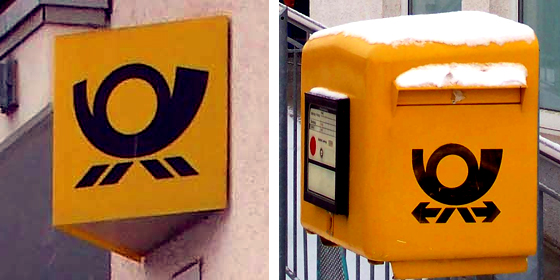
Логотип Deutsche Post (Германия) на здании и на почтовом ящике
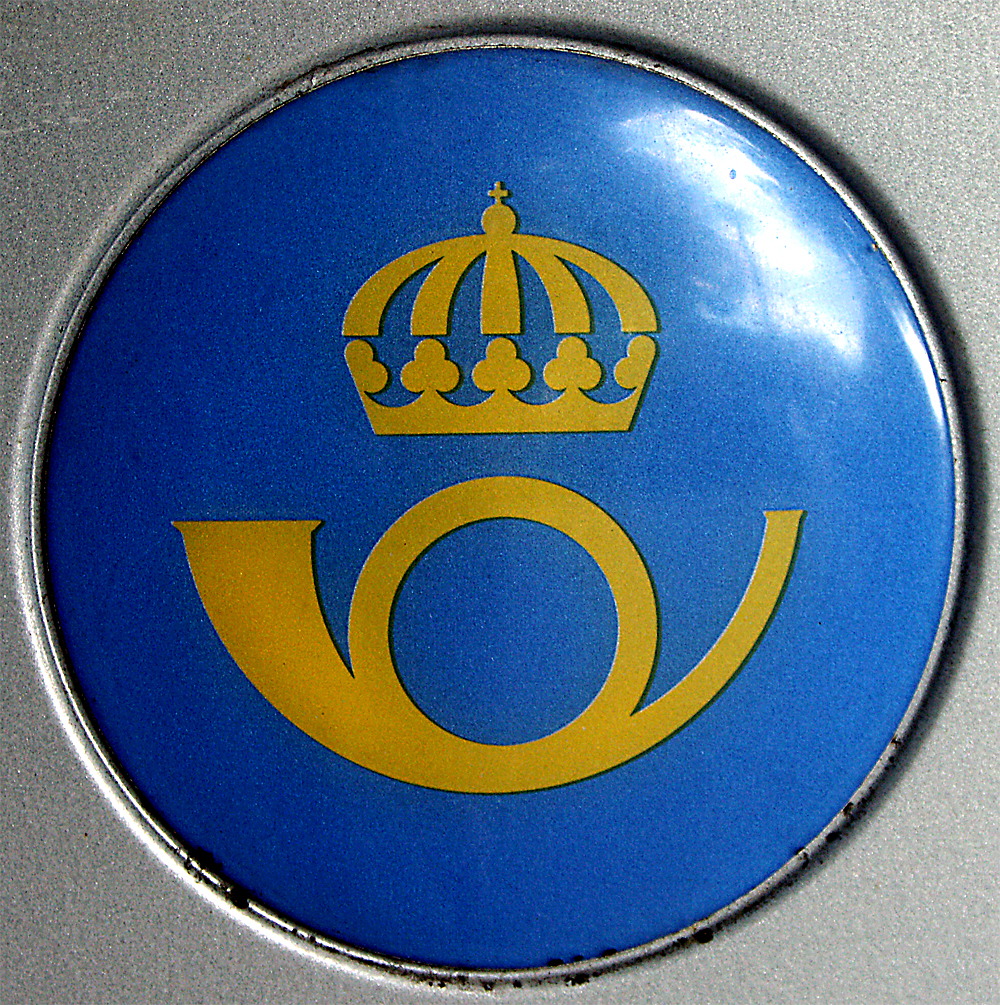
Логотип PostNord Sverige (Швеция)
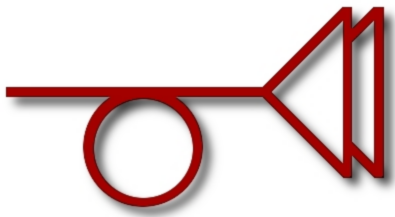
Приглушённый почтовый рожок из Выкрикивается лот 49
Эмодзи почтового рожка из Google Noto, U+1F4EF